# Гипераммониемия
Гипераммониемия — это нарушение обмена веществ, проявляющееся в недостаточности цикла ферментов мочевины, приводящее к отравлению организма аммиаком.
Аммиак является токсичным соединением, находящимся в крови в относительно небольших концентрациях (11,0—32,0 мкмоль/л). Симптомы аммиачного отравления проявляются при превышении этих пределов всего в 2—3 раза. Предельно допустимый уровень аммиака в крови 60 мкмоль/л. При повышении концентрации аммиака (гипераммониемия) до предельных величин может наступить кома и смерть. При хронической гипераммониемии развивается умственная отсталость.
Транзиторной гипераммониемией называется также пограничное состояние, присущее новорожденным детям в период адаптации к внеутробной жизни, проявляющееся обычно на вторые—третьи сутки жизни. Этот вид гипераммониемии встречается чаще всего у недоношенных детей с задержкой внутриутробного развития, с частотой до пятидесяти процентов рождений, однако иногда регистрируется и у доношенных малышей. Часть детей не проявляет симптоматики клинической картины гипераммониемии: признаки угнетения центральной нервной системы (вялость, понижение мышечного тонуса, приступы апноэ, ослабленная реакция зрачков на свет, отказ от еды, ступор и кома), а также расстройства дыхательной функции, желтуха, судороги и обезвоживание. Причиной, вызывающей гипераммониемию, называют кислородное голодание, или гипоксию, во время беременности и в процессе родов.
Приобретённые формы
- Приобретённая (вторичная) гипераммониемия развивается вследствие заболеваний печени и вирусных инфекций. В крайне тяжёлых случаях она проявляется как тошнота, рвота, судороги, нечленораздельная речь, затуманивание зрения, тремор, нарушение координации движений.

Наследственные формы
- Наследственные формы гипераммониемии. Первичными признаками гипераммониемий являются сонливость, отказ от пищи, рвота, беспокойство, судороги, нарушение координации движений, тахипноэ, дыхательный алкалоз. Могут развиться печёночная недостаточность, лёгочные и внутричерепные кровоизлияния.

- Наиболее частой является гипераммониемия типа II, связанная с недостатком орнитин-карбамоилтрансферазы. Заболевание рецессивно, сцеплено с Х-хромосомой. У матери также наблюдается гипераммониемия и отвращение к белковым продуктам. При полном дефекте фермента наследственные гипераммониемии имеют раннее начало (в период до 48 часов после рождения).

Лабораторным критерием заболевания является накопление глутамина (в 20 и более раз) и аммиака в крови, ликворе и моче.
Лечение:
Основа лечения гипераммониемий сводится к ограничению белка в диете, уже это позволяет предотвратить многие нарушения мозговой деятельности. А так же введение глутамата, который способствует связыванию избытка аммиака, и, в то же время, является предшественником ГАМК.
Причины Гипераммониемии:
Токсичность аммиака обусловлена следующими обстоятельствами:
1. Связывание аммиака при синтезе глутамата вызывает отток α-кетоглутарата из цикла трикарбоновых кислот, при этом понижается образование энергии АТФ и ухудшается деятельность клеток.
2. Ионы аммония NH4+ вызывают защелачивание плазмы крови. При этом повышается сродство гемоглобина к кислороду (эффект Бора), гемоглобин не отдает кислород в капиллярах, в результате наступает гипоксия клеток.
3. Накопление свободного иона NH4+ в цитозоле влияет на мембранный потенциал и работу внутриклеточных ферментов — он конкурирует с ионными насосами для Na+ и K+.
4. Продукт связывания аммиака с глутаминовой кислотой — глутамин — является осмотически активным веществом. Это приводит к задержке воды в клетках и их набуханию, что вызывает отёк тканей. В случае нервной ткани это может вызвать отёк мозга, кому и смерть.